# 1894
1894 (MDCCCXCIV) je bilo navadno leto, ki se je po gregorijanskem koledarju začelo na ponedeljek, po 12 dni počasnejšem julijanskem koledarju pa na soboto.

## Dogodki
- 30. junij - po osmih letih gradnje je bil odprt londonski Tower Bridge.

## Rojstva
- 1. januar - Satjendra Nat Bose, indijski fizik, matematik († 1974)
- 26. april - Rudolf Hess, nemški nacistični uradnik († 1987)
- 28. april - Jožef Baša Miroslav, slovenski pesnik in novinar na Madžarskem († 1916)
- 17. julij - Georges Lemaître, belgijski teolog, astronom, matematik († 1966)
- 25. junij - Hermann Oberth, nemški fizik, raketni inženir († 1989)
- 4. julij - Ciril Ličar, slovenski pianist in glasbeni pedagog († 1957)
- 25. julij - Gavrilo Princip, srbski nacionalist († 1918)
- 18. oktober - Jurij Nikolajevič Tinjanov, ruski pisatelj, književni teoretik, prevajalec († 1943)
- 10. november - Franjo Malgaj, slovenski častnik, pesnik in borec za severno mejo († 1919)
- 30. december - Valentin Ferdinandovič Asmus, rusko-sovjetski filozof († 1975)

## Smrti
- 1. januar - Heinrich Rudolf Hertz, nemški fizik (* 1857)
- 9. januar - Friedrich Louis Dobermann, nemški vzreditelj psov (* 1834)
- 14. februar - Eugène Charles Catalan, belgijski matematik (* 1814)
- 31. marec - Pavel Nikolajevič Jabločkov, ruski elektrotehnik, izumitelj, konstruktor (* 1847)
- 9. junij -  Mulaj Hasan I., sultan Maroka (* 1836)
- 11. junij - Franc Kosar, slovenski teolog in filozof, (* 1823)
- 8. september - Hermann Ludwig Ferdinand von Helmholtz, nemški fizik, matematik, fiziolog (* 1821)
- 26. november - Pafnuti Lvovič Čebišov, ruski matematik, mehanik (* 1821)
- 4. februar - Adolphe Sax, belgijski izumitelj glasbil (* 1814)